# Prusy-Boškůvky
Prusy-Boškůvky é uma comuna checa localizada na região de Morávia do Sul, distrito de Vyškov.